# Orawice

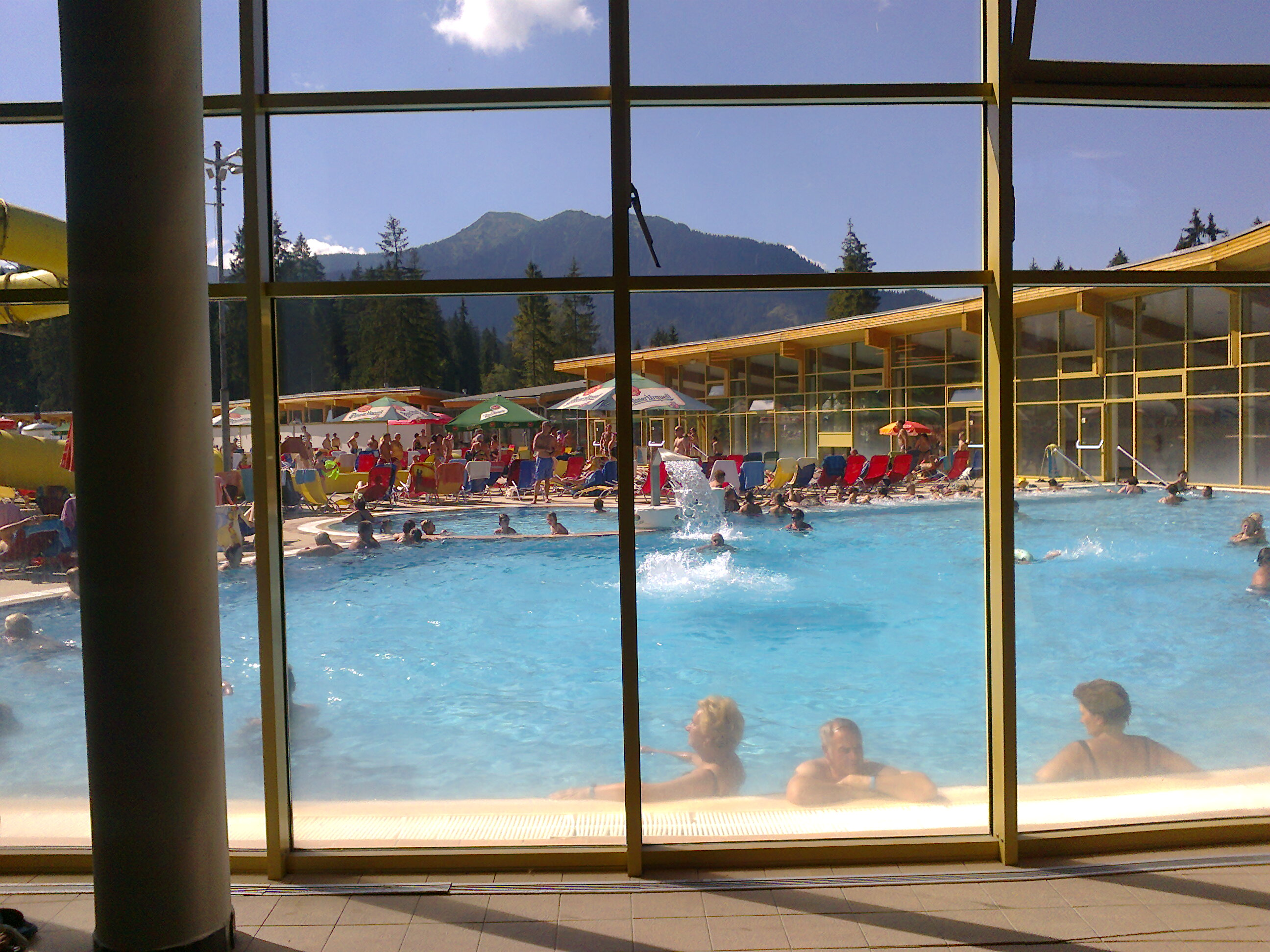
Kąpielisko termalne – basen odkryty

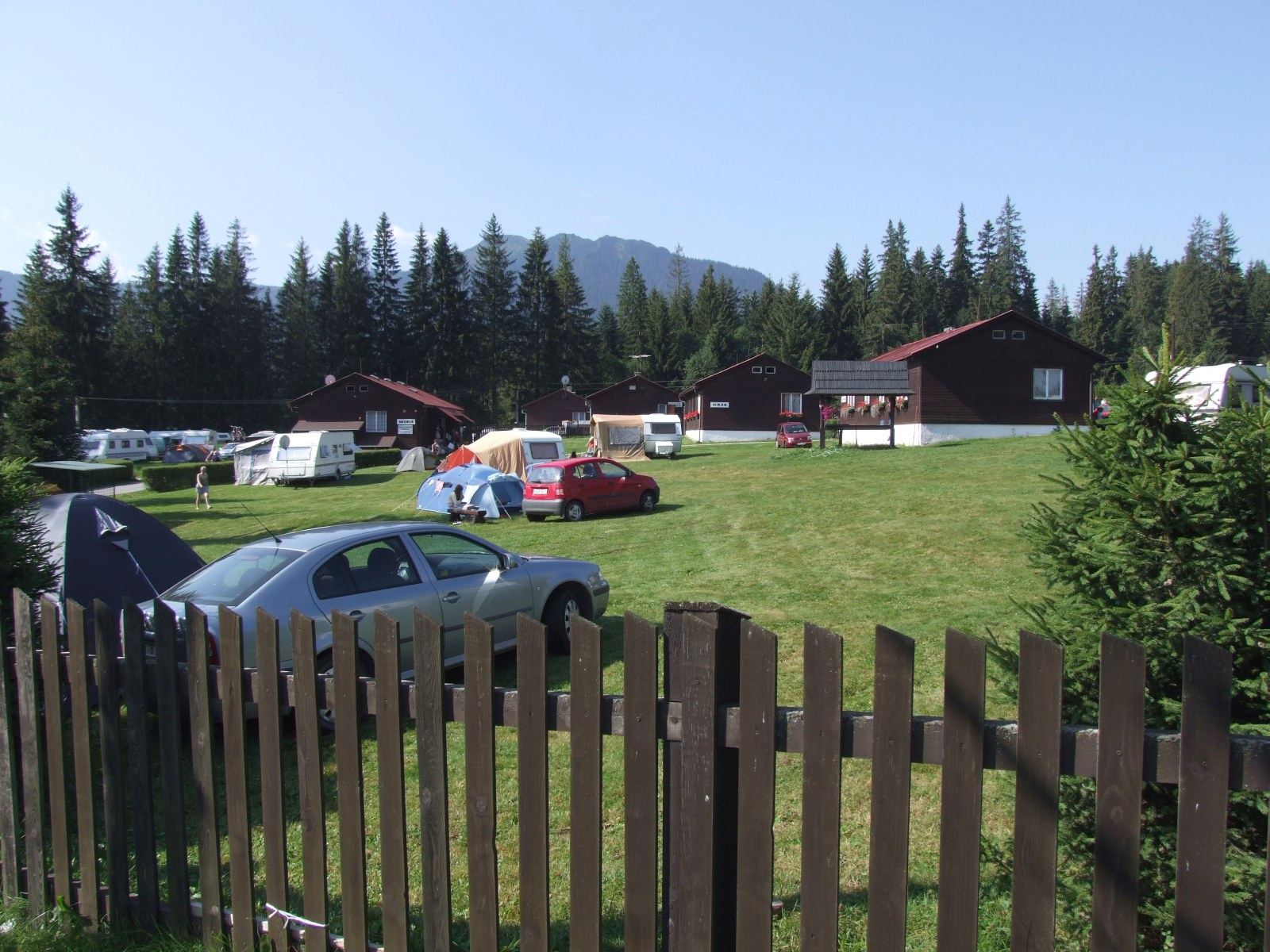
Autokemping w Orawicach i widok na Osobitą

Orawice (słow. i węg. Oravice) – osada na Orawie (Słowacja), nad rzeką Orawica. Położona jest na wysokości 790 m n.p.m. w Kotlinie Orawickiej i Dolinie Orawickiej, u północnych podnóży Tatr Zachodnich. Administracyjnie część Twardoszyna.
Ośrodek turystyczny o międzynarodowej renomie, ze względu na położenie blisko Zakopanego chętnie odwiedzany przez Polaków, znany głównie z gorących źródeł. Obecnie posiada dwa baseny termalne – Kąpielisko termalne „Meander Park”.
Pierwotnie istniała tu założona w 1643 r. osada pasterska o nazwie Bystra. Osada, ze względu na trudne warunki, przetrwała jedynie kilkanaście lat. W roku 1659 opuszczone tereny Bystrej wydzierżawili mieszkańcy Twardoszyna i założyli w tym samym miejscu osiedle o obecnej nazwie. Od drugiej połowy XVII wieku przez około dwa stulecia funkcjonowały w rejonie niewielkie kopalnie rud żelaza.
W latach 1870–1885 podleśniczym w Orawicach był Antoni Kocyan – leśnik, znawca fauny tatrzańskiej, doskonały preparator zwierząt, wcześniej pracujący m.in. w Dolinie Kościeliskiej. Na orawickiej leśniczówce znajduje się upamiętniająca go tablica.
Turystycznego znaczenia osada nabrała w latach 30. XX wieku, w 1931 roku uruchomiono tutaj pierwsze schronisko turystyczne (schronisko w Orawicach). Obok niego istnieje pole namiotowe.
Orawice są punktem wypadowym w rejon Bobrowca, godna polecenia jest wycieczka przez Cieśniawę – skalny wąwóz znajdujący się w dolnej części Doliny Juraniowej. Warto także udać się w rejon sąsiednich pasm – Orawicko-Witowskie Wierchy i Skoruszyńskie Wierchy.

## Szlaki turystyczne
– czerwony: Orawice – Skoruszyna. 2 h, ↓ 1.30 h
  – czerwony: Orawice – Szatanowa Polana – Dolina Juraniowa – Umarła Przełęcz
- Czas przejścia z Orawic do wylotu Doliny Juraniowej: 1:10 h, z powrotem tyle samo
- Czas przejścia Cieśniawą i Doliną Juraniową na Umarłą Przełęcz: 1 h, ↓ 50 min

  – niebieski: Orawice – Magura Witowska. 1:50 h, ↑ 1:20 h
  – niebieski: Orawice – Dolina Borowiecka – Bobrowiecka Przełęcz. 2:25 h, ↓ 1:55 h
  – zielony: przełęcz Borek – Orawice – Muzeum Wsi Orawskiej. Czas przejścia: 2 h, z powrotem tyle samo
  – żółty: Orawice – Sucha Góra Orawska